# 전자저울
전자저울은 전자식 장치를 이용하여 저울판 위에 올려놓은 물건의 무게가 숫자로 표시되는 저울이다. 용도에 따라 여러 가지 종류가 있으며, 다른 저울들과는 다르게 전자식이기 때문에 정밀한 측정이 가능한 것이 특징이다.
전자저울 사용법
1.수평을 맞춘다.
2.전원버튼을 누른다. (g표시 확인) 제대로 표기가 되어 있지 않은 경우 '모드' 버튼을 누른다.
3. 영점조정버튼을 누른다.
4. 용기를 올려놓은 후 영점조정버튼을 누른다.
5. 시험지에 제시된 무게를 용기에 올린다.
6. 제시된 무게를 정확히 읽는다.
1. ↑  “밍그라미 Owner Of My Life : 네이버 블로그”. 2023년 3월 14일에 확인함.